# خاشية
خَاشِيَة أو خطماء (الاسم العلمي: Trombidium)، جنس حشرات من السوس وفصيلة الخاشيات. تضم حوالي ثلاثين نوع.